# هلویی
هلویی رنگی که به دلیل رنگ کم‌رنگ گوشت داخلی میوه هلو نامگذاری شده‌است. مانند رنگ زردآلو، رنگ هلویی نیز کم‌رنگ‌تر از اکثر میوه‌های واقعی هلو است و به نظر می‌رسد (مانند رنگ زردآلو) در درجه اول برای ایجاد یک پالت رنگی پاستلی برای طراحی داخلی فرموله شده‌است.
رنگ هلویی تقریباً به رنگ گوشت داخلی آن نوع هلو معروف به هلو سفید است.
نخستین استفاده ثبت‌شده از هلویی به عنوان نام رنگ در انگلیسی در سال ۱۵۸۸ بود.

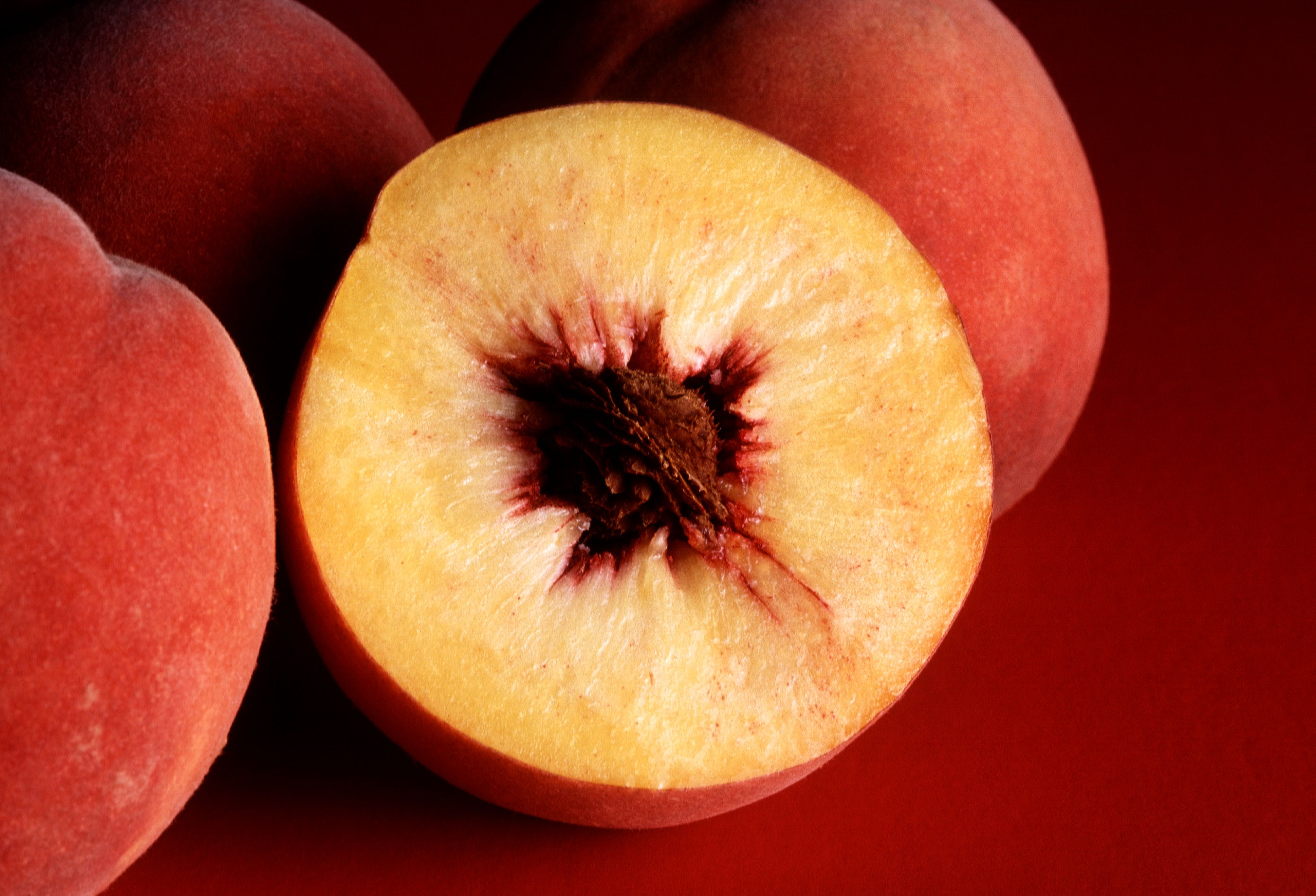
گوشت میوه هلو بسته به نوع هلو می‌تواند به رنگ هلویی یا کم‌رنگ‌تر یا مانند اینجا زرد-نارنجی‌تر باشد.